# 羅希亞德塞卡什鄉
46°03′N 23°53′E / 46.050°N 23.883°E
羅希亞德塞卡什鄉（羅馬尼亞語：Comuna Roșia de Secaș, Alba），是羅馬尼亞的鄉份，位於該國中部，由阿爾巴縣負責管轄，面積52平方公里，海拔高度292米，2011年人口1,542，人口密度每平方公里32人。